# Finstral

Finstral Hauptsitz, Unterinn (Südtirol)

Die Finstral AG ist ein Fenster-Hersteller mit Hauptsitz in Unterinn bei Bozen.

## Geschichte
Im Jahr 1969 gründeten Hans Oberrauch und Max Lintner die Finstrahl OHG zur Produktion von Kunststoff-Fenstern und Türen. Nachdem sie verschiedene Kunststoff-Profile anderer Hersteller benutzt hatten, entwickelte man ein eigenes Profil-System. Die Extrusion der Profile erfolgte in Zusammenarbeit mit der italienischen Firma Pozzi. Die Profile des bis heute eingesetzten Nachfolgers fertigt Finstral seit 1981 im eigenen Extrusionswerk in Weber im Moos am Ritten in Südtirol.
1972 führte Finstral erstmals die Überschubmontage ein, die einen Fensteraustausch in ca. zwei Stunden ohne zusätzliche Maurerarbeiten ermöglicht. Diese Methode wird vom Institut für Fenstertechnik in Rosenheim empfohlen. 1981 erhielt Finstral das deutsche Gütezeichen für RAL-Montage für Fenster und Türen.
Finstral unterstützt die der Initiative des Instituts für Fenstertechnik für den zweistufigen Fenster- und Türeinbau mit Vorab-Zarge. In den 1980er Jahren wurde die Lizenz für eine neue Holz-Oberflächenstruktur erworben, die direkt in die Kunststoff-Profiloberfläche eingeprägt wird.

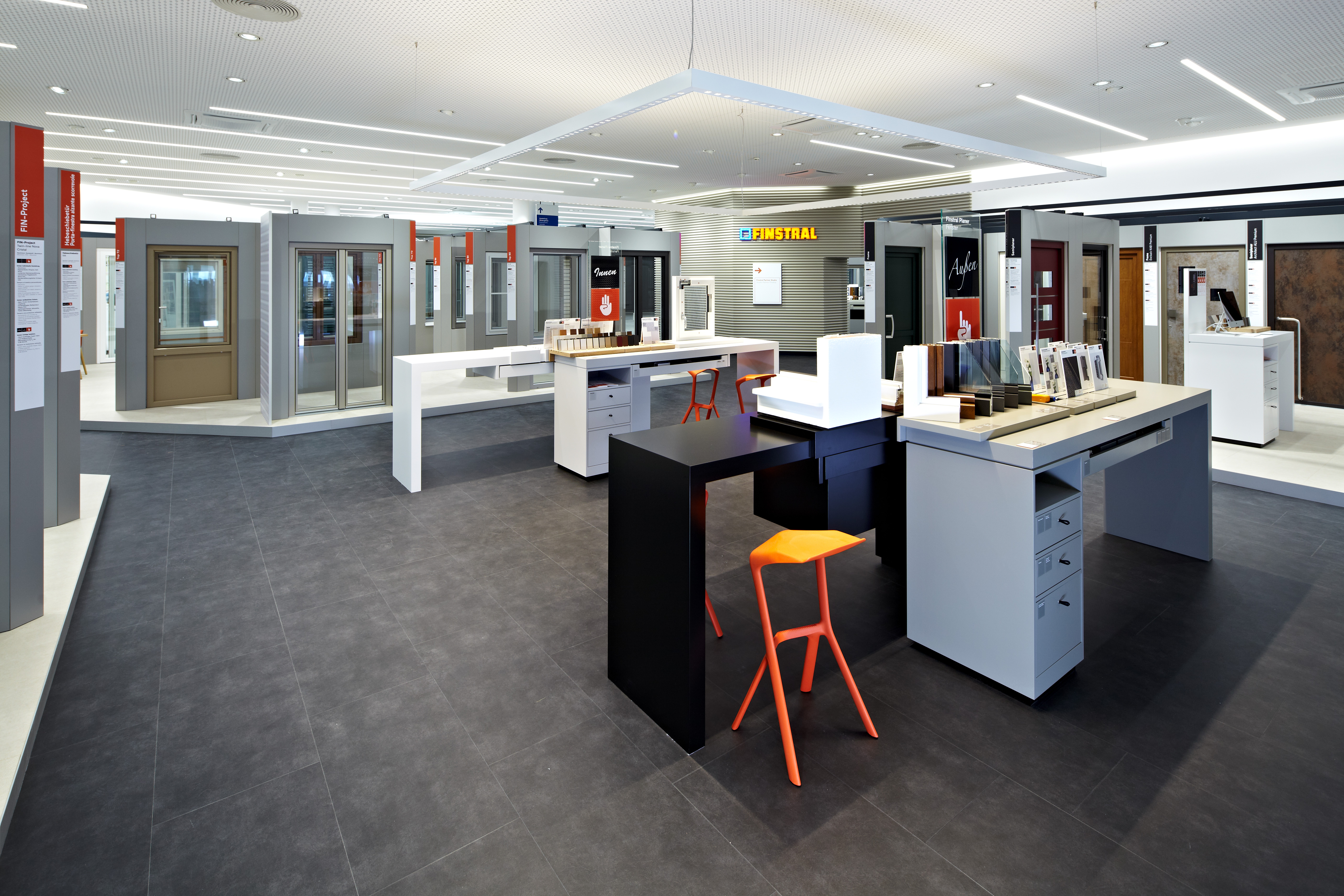
Finstral Studio

Seit 2016 eröffnet Finstral europaweit eigene Schauräume (Finstral Studios) sowie größere Schauräume gemeinsam mit Händlerpartnern (Finstral Partner Studios). 2022 betrieb das Unternehmen europaweit 26 eigen und rund 250 Finstral Partner Studios.

## Produkte

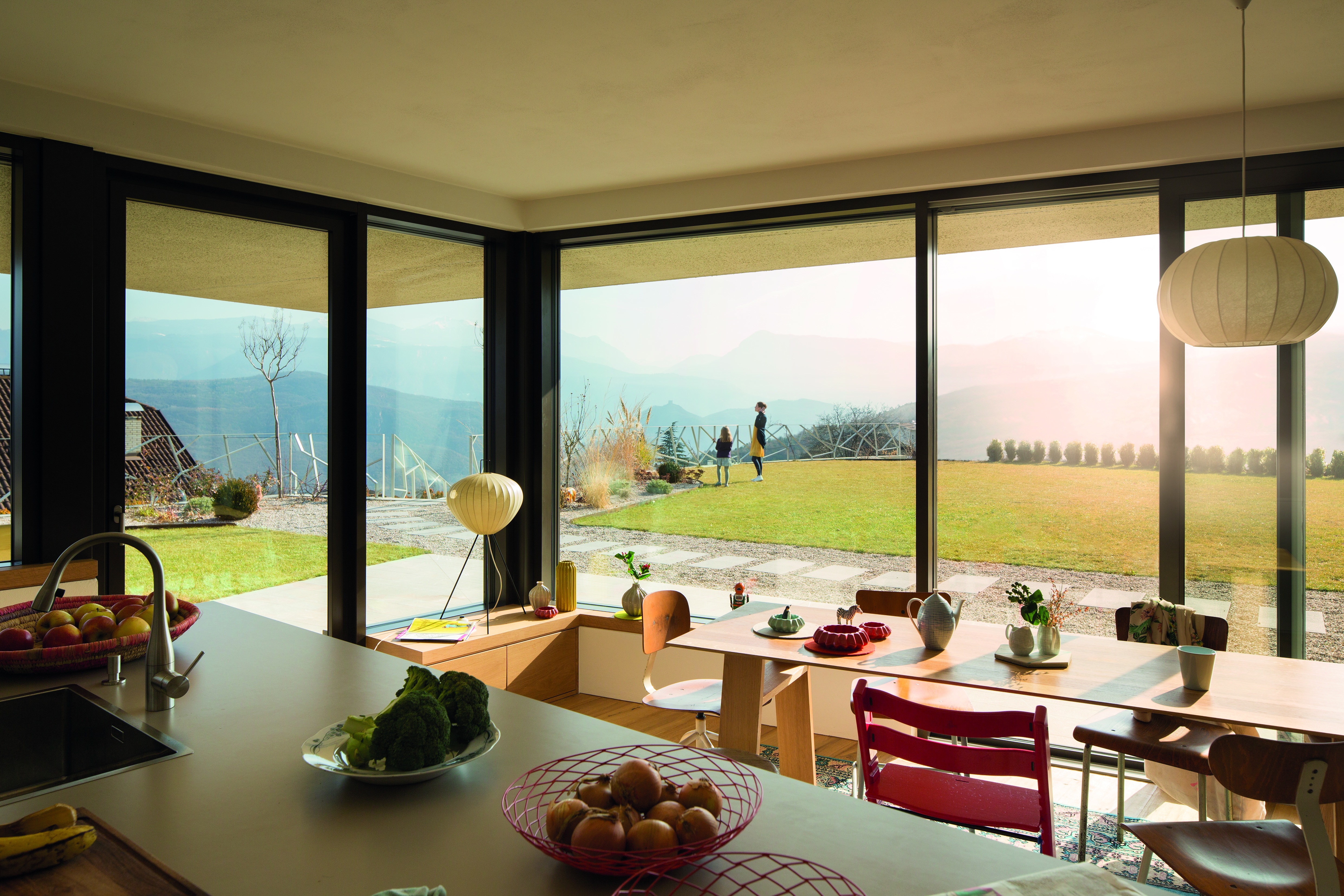
FIN-Project Nova-line & Ganzglasfenster Vista

Das gesamte Produktprogramm umfasst Fenster mit Kunststoffkern, Schiebetüren, Haustüren, Fensterwände sowie Klappläden, Rollläden und Insektengitter in den verschiedensten Ausführungen und aus diversen Materialien.